# Miktoniscus medcofi
Miktoniscus medcofi là một loài chân đều trong họ Trichoniscidae. Loài này được Van Name miêu tả khoa học năm 1940.